# 熊翔
熊翔 (1963年2月—)，中南大学教授，主要从事航空航天新材料研究与应用开发工作等方面的研究工作。入选中华人民共和国教育部第七批"长江学者"特聘教授，曾就读于中南大学。